# Carlos Vermut
Carlos López del Rey (Madrid, 1980) és un director de cinema, guionista, dibuixant de còmics i productor espanyol.

## Biografia
Carlos Vermut va estudiar Il·lustració a l'Escola d'Art Número Diez de Madrid, començant a fer els seus primers treballs com a il·lustrador al diari El Mundo. Després de guanyar el premi Injuve de còmic en el 2006, va publicar el seu primer còmic en solitar: El banyán vermell, que va obtenir quatre nominacions en el 25º Saló Internacional del Còmic de Barcelona.
En els anys posteriors va completar l'obra Psicosoda, un recopilatori d'històries curtes i Plutn BRB Nero, la venganza de Maripili, còmic basat en la sèrie de televisió homònima d'Álex de la Iglesia.
En 2008, va treballar com a creador de la sèrie de televisió Jelly Jamm, de TVE. El 2009, va guanyar la VII edició del festival Notodofilmfest amb el seu curtmetratge Maquetas. Aquest mateix any va realitzar el seu segon curtmetratge: Michirones.
El 2010 va començar a escriure el guió del seu primer llargmetratge: Diamond flash. Va enviar el guió a diverses productores i després de no rebre cap resposta, en 2011 va crear la productora Psicosoda Films i va llançar el llargmetratge de manera independent. La pel·lícula es va pagar amb els diners que el director va guanyar pels drets d'explotació de la sèrie Jelly Jamm. La pel·lícula es va estrenar directament online el 8 de juny de 2011 a la plataforma de cinema online Filmin. El mateix dia de l'estrena va ser trending topic a Espanya i va ser la pel·lícula més vista al portal de cinema online durant dues setmanes. L'estrena de la seva òpera prima a una sala de cinema va ser al Festival de Cinema d'Albacete "Abycine". Diamond flash va tenir una gran acollida per la crítica i la revista Caimán, quaderns de cinema la va escollir com una de les dues millors pel·lícules espanyoles de 2012, juntament amb Blancaneu de Pablo Berger.
El 2012 escriu i dirigeix el curtmetratge d'humor negre Don Pepe Popi amb els humoristes Venga Monjas (Esteban Navarro i Xavi Daura) com a protagonistes. També publica "Cosmic Dragon", còmic on s'homenatja la sèrie japonesa Dragon Ball, de la qual Vermut s'ha confessat en diverses ocasions gran seguidor
El seu segon llargmetratge, Magical Girl, un thriller amb les sèries de gènere Magical Girl com a rerefons, es va estrenar en el Festival Internacional de Cinema de Toronto el setembre de 2014 i va ser presentat el mateix mes en la selecció oficial del Festival de Cinema de Sant Sebastià. A la pel·lícula, Luis (Luis Bermejo), professor de literatura en atur, tractarà de fer realitat l'últim desig d'Alicia (Lucía Pollán), la seva filla de 12 anys, malalta d'un càncer terminal: posseir el vestit oficial de la sèrie de dibuixos animats “Mágical Girl Yukiko”. L'elevat preu del vestit farà que Luis s'endinsi en una insòlita cadena de xantatges que involucraran a Damián (José Sacristán) i Bàrbara (Bàrbara Lennie).

## Acusacions d'agressions sexuals
El 26 de gener de 2024, el diari El País va publicar una investigació on tres dones acusaven Vermut d'haver-ne abusat sexualment. Les tres dones, que estaven relacionades amb el món del cinema però van demanar mantenir l'anonimat, deien que havien estat víctimes de relacions sexuals violentes i no consentides entre maig de 2014 i febrer de 2022. Vermut va respondre que no era conscient d'haver exercit violència sexual, i va insistir que les relacions havien estat sempre consentides.

## Filmografia
| Any  | Pel·lícula    | Notes |
| ---- | ------------- | --- |
| 2009 | Michirones    | Curtmetratge |
| 2009 | Maquetas      | Curtmetratge |
| 2011 | Diamond Flash | |
| 2012 | Don Pepe Popi | Curtmetratge |
| 2014 | Magical Girl  | Conquilla d'Or Conquilla de Plata al millor director Nominació − Gaudí a la millor pel·lícula europea Nominació − Goya al millor director Nominació − Goya al millor guió original |